# Jan Lindvall
Jan Petter Lindvall (* 18. März 1950 in Kåfjord) ist ein ehemaliger norwegischer Skilangläufer.

## Werdegang
Lindvall lief sein erstes Weltcuprennen im Januar 1982 in Reit im Winkl und belegte dabei den 17. Platz über 15 km. Bei den nordischen Skiweltmeisterschaften 1982 in Oslo wurde er Elfter über 50 km. Im März 1982 erreichte er in Lahti mit dem zweiten Platz über 50 km seine erste Podestplatzierung im Weltcup. In der Saison 1982/83 holte er in Kawgolowo über 50 km seinen einzigen Weltcupsieg. Beim Weltcup in Falun kam er auf den dritten Platz über 30 km und erreichte zum Saisonende den dritten Platz im Gesamtweltcup. In seiner letzten Saison 1983/84 erreichte er mit dem dritten Platz beim Weltcup in Falun über 30 km seine letzte Weltcuppodestplatzierung. Bei den Olympischen Winterspielen in Sarajevo belegte er den 13. Platz über 30 km, den fünften Rang über 50 km und den vierten Platz mit der Staffel.
Lindvall gewann bei norwegischen Meisterschaften neun Medaillen. 1982 wurde er Meister über 15 km und 1982 und 1984 über 30 km.

## Teilnahmen an Weltmeisterschaften und Olympischen Winterspielen

### Olympische Spiele
- 1984 Sarajevo: 4. Platz Staffel, 5. Platz 50 km, 13. Platz 30 km

### Nordische Skiweltmeisterschaften
- 1982 Oslo: 11. Platz 50 km

## Weltcupsiege im Einzel
| Nr. | Datum            | Ort       | Disziplin             |
| --- | ---------------- | --------- | --------------------- |
| 1.  | 20. Februar 1983 | Kawgolowo | 50 km Individualstart |

## Weltcup-Gesamtplatzierungen
| Saison  | Platz | Punkte |
| ------- | ----- | ------ |
| 1981/82 | 21.   | 36     |
| 1982/83 | 4.    | 96     |
| 1983/84 | 10.   | 60     |